# ایزار اکمتوف
ایزار اکمتوف (قرقیزی: Айзар Акматов؛ زادهٔ ۲۴ اوت ۱۹۹۸) بازیکن فوتبال اهل قرقیزستان است.
از باشگاه‌هایی که در آن بازی کرده‌است می‌توان به باشگاه فوتبال آلگا بیشکک اشاره کرد.
وی همچنین در تیم ملی فوتبال قرقیزستان بازی کرده‌است.